# Kate Foo Kune

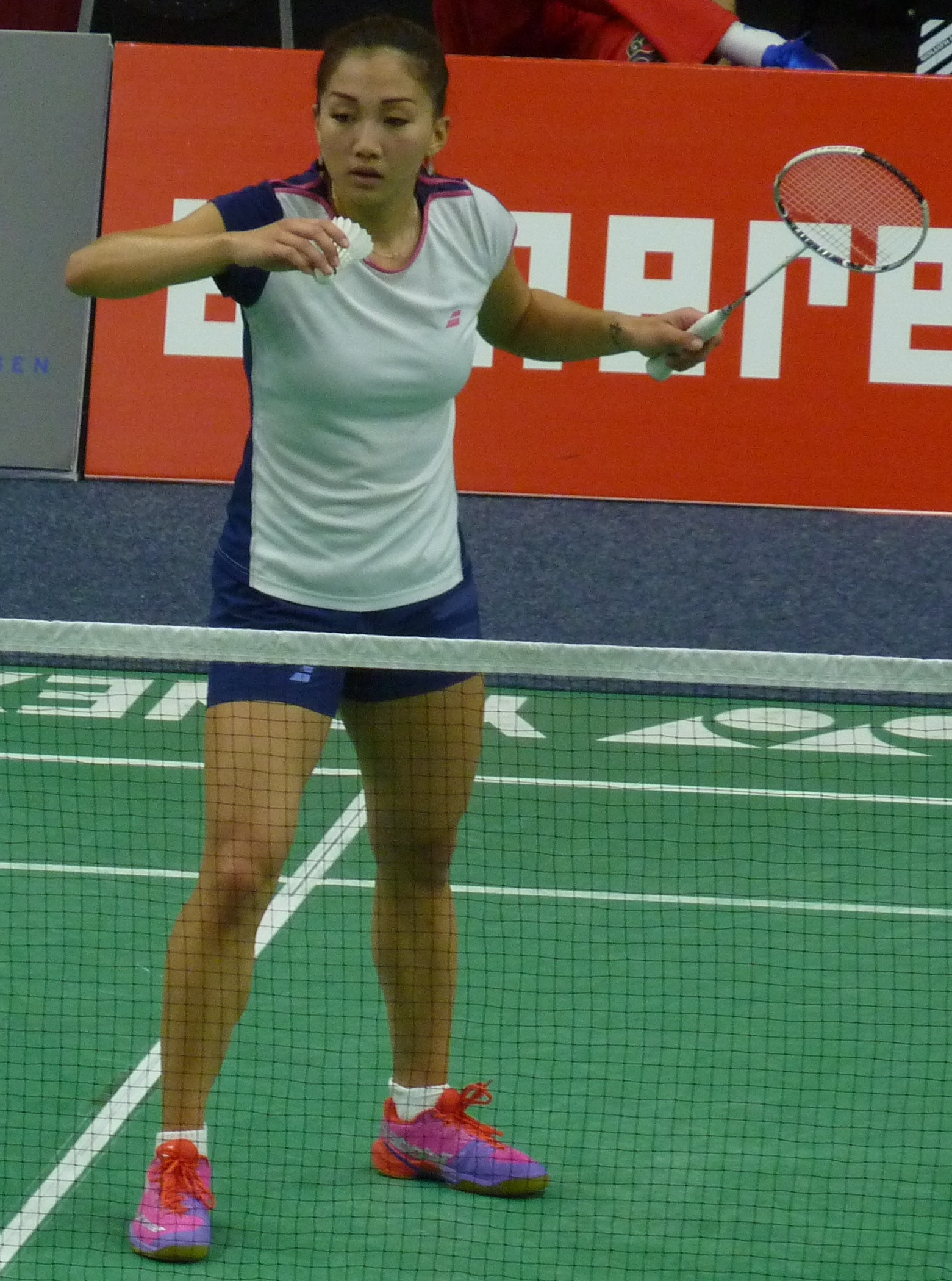
Kate Foo Kune, 2018

Kate Jessica Kim Lee Foo Kune (* 29. März 1993 in Rose Hill) ist eine mauritische Badmintonspielerin. Cathy Foo Kune ist ihre Mutter und Karen Foo Kune ihre Schwester.

## Karriere
Kate Foo Kune gewann 2011 Bronze bei der Afrikameisterschaft im Damendoppel mit ihrer Schwester Karen. Bei den Mauritius International 2011 belegten die Schwestern ebenfalls Platz 3. Bei den Olympischen Jugendsommerspielen 2010 war Kate Foo Kune dagegen noch in der Vorrunde des Dameneinzels ausgeschieden. 

## Sportliche Erfolge
| Saison | Veranstaltung                 | Disziplin   | Platz | Name                           |
| ------ | ----------------------------- | ----------- | ----- | ------------------------------ |
| 2011   | Afrikameisterschaft           | Damendoppel | 3     | Kate Foo Kune / Karen Foo Kune |
| 2011   | Mauritius International       | Damendoppel | 3     | Kate Foo Kune / Karen Foo Kune |
| 2014   | Badminton-Afrikameisterschaft | Dameneinzel | 1     | Kate Foo Kune                  |
| 2014   | Badminton-Afrikameisterschaft | Damendoppel | 1     | Kate Foo Kune / Yeldi Louison  |
| 2023   | South Africa International    | Dameneinzel | 1     | Kate Foo Kune                  |